# Peter Dawo
Peter Dawo (ur. 1964 w Kericho) – kenijski piłkarz grający na pozycji napastnika. W swojej karierze rozegrał 15 meczów i strzelił 2 gole w reprezentacji Kenii.

## Kariera klubowa
Swoją karierę piłkarską Dawo rozpoczął w klubie Transcom Nakuru, w którym zadebiutował w 1985 roku. W 1987 roku przeszedł do Gor Mahia. Wywalczył z nim dwa mistrzostwa Kenii w sezonach 1987 i 1990 oraz zdobył dwa Puchary Kenii w sezonach 1987 i 1988. W latach 1990–1991 grał w egipskim El Mokawloon SC, a w latach 1991-1992 w omańskim Al-Seeb Club. W 1992 roku wrócił do Gor Mahia. W 1992 roku zdobył z nim Puchar Kenii, a w 1993 roku został mistrzem kraju.

## Kariera reprezentacyjna
W reprezentacji Kenii Dawo zadebiutował 3 sierpnia 1987 roku w zremisowanym 3:3 meczu Igrzysk Afrykańskich 1987 z Kamerunem, rozegranym w Nairobi. Z Kenią zajął 2. miejsce w tym turnieju. W 1988 roku został powołany do kadry Kenii na Puchar Narodów Afryki 1988. Zagrał w nim w trzech meczach gwrupowych: z Nigerią (0:3), z Egiptem (0:3) i z Kamerunem (0:0).
W 1990 roku Dawo został powołany do kadry na Puchar Narodów Afryki 1990. Na tym turnieju rozegrał dwa mecze grupowe: z Senegalem (0:0) i z Zambią (0:1). W kadrze narodowej od 1987 do 1990 wystąpił 15 razy i strzelił 2 gole.